# Omphaletis obscurata
Omphaletis obscurata är en fjärilsart som beskrevs av Embrik Strand 1921. Omphaletis obscurata ingår i släktet Omphaletis och familjen nattflyn. Inga underarter finns listade i Catalogue of Life.